# FA Women's Super League 2018-19
De FA Women's Super League 2018-19 was het achtste seizoen van de Engelse Superliga voor vrouwenvoetbal. De competitie wordt net zoals bij het mannenvoetbal volgens een winterseizoen afgewerkt - voorheen (tot 2017) was het een zomercompetitie. 

## Teams
| Club                   | Plaats               | Stadion                                       | Capaciteit | Resultaat 2017 |
| ---------------------- | -------------------- | --------------------------------------------- | ---------- | -------------- |
| Arsenal                | Borehamwood          | Meadow Park                                   | 4502       | 3e             |
| Birmingham City        | Solihull             | Damson Park                                   | 3050       | 5e             |
| Brighton & Hove Albion | Crawley              | Broadfield Stadium                            | 6134       | 2e in de WSL 2 |
| Bristol City           | Filton               | Stoke Gifford Stadium                         | 1500       | 8e             |
| Chelsea                | Kingston upon Thames | Kingsmeadow                                   | 4850       | 1e             |
| Everton                | Southport            | Haig Avenue                                   | 6008       | 9e             |
| Liverpool              | Birkenhead           | Prenton Park                                  | 16.587     | 6e             |
| Manchester City        | Manchester           | Academy Stadium                               | 7000       | 2e             |
| Reading                | High Wycombe         | Adams Park                                    | 9617       | 4e             |
| West Ham United        | Romford              | West Ham United FC Rush Green Training Ground | 3000       | 7e in de WPL S |
| Yeovil Town            | Dorchester           | The Avenue Stadium                            | 5229       | 10e            |

## Eindstand
| #   | club                   | gs | w  | g | v  | pnt | dv | dt | ds  |
| --- | ---------------------- | -- | -- | - | -- | --- | -- | -- | --- |
| 1.  | Arsenal                | 20 | 18 | 0 | 2  | 54  | 70 | 13 | +57 |
| 2.  | Manchester City        | 20 | 14 | 5 | 1  | 47  | 53 | 17 | +36 |
| 3.  | Chelsea                | 20 | 12 | 6 | 2  | 42  | 46 | 14 | +32 |
| 4.  | Birmingham City        | 20 | 13 | 1 | 6  | 40  | 29 | 17 | +12 |
| 5.  | Reading                | 20 | 8  | 3 | 9  | 27  | 33 | 30 | +3  |
| 6.  | Bristol City           | 20 | 7  | 4 | 9  | 25  | 17 | 34 | −17 |
| 7.  | West Ham United        | 20 | 7  | 2 | 11 | 23  | 25 | 37 | −12 |
| 8.  | Liverpool              | 20 | 7  | 1 | 12 | 22  | 21 | 38 | -17 |
| 9.  | Brighton & Hove Albion | 20 | 4  | 1 | 12 | 16  | 16 | 38 | -22 |
| 10. | Everton                | 20 | 3  | 3 | 14 | 12  | 18 | 44 | −26 |
| 11. | Yeovil Town            | 20 | 2  | 1 | 17 | -3  | 11 | 60 | −49 |

### Legenda
| Kleur | Kwalificatie voor                            |
| ----- | -------------------------------------------- |
|       | Landskampioen, eerste ronde Champions League |
|       | Eerste ronde Champions League                |
|       | Degradatie naar FA Women's Championship      |

## Topscorers
| Plaats | Speler                 | Club            | Goals |
| ------ | ---------------------- | --------------- | ----- |
| 1      | Vivianne Miedema       | Arsenal         | 22    |
| 2      | Nikita Parris          | Manchester City | 19    |
| 3      | Bethany England        | Chelsea         | 12    |
| 3      | Fara Williams          | Reading         | 12    |
| 5      | Georgia Stanway        | Manchester City | 11    |
| 5      | Daniëlle van de Donk   | Arsenal         | 11    |
| 7      | Courtney Sweetman-Kirk | Liverpool       | 10    |
| 8      | Fran Kirby             | Chelsea         | 9     |
| 8      | Jordan Nobbs           | Arsenal         | 9     |
| 10     | Erin Cuthbert          | Chelsea         | 8     |
| 10     | Kim Little             | Arsenal         | 8     |

## Top assists
| Plaats | Speler               | Club            | Assists |
| ------ | -------------------- | --------------- | ------- |
| 1      | Beth Mead            | Arsenal         | 12      |
| 2      | Vivianne Miedema     | Arsenal         | 10      |
| 3      | Katie McCabe         | Arsenal         | 8       |
| 4      | Nikita Parris        | Manchester City | 7       |
| 5      | Ramona Bachmann      | Chelsea         | 6       |
| 5      | Kim Little           | Arsenal         | 6       |
| 5      | Daniëlle van de Donk | Arsenal         | 6       |

## Team van het jaar
| PFA Team of the Year | PFA Team of the Year           | PFA Team of the Year           | PFA Team of the Year           | PFA Team of the Year            | PFA Team of the Year            | PFA Team of the Year            | PFA Team of the Year             | PFA Team of the Year             | PFA Team of the Year             | PFA Team of the Year            | PFA Team of the Year            | PFA Team of the Year            |
| -------------------- | ------------------------------ | ------------------------------ | ------------------------------ | ------------------------------- | ------------------------------- | ------------------------------- | -------------------------------- | -------------------------------- | -------------------------------- | ------------------------------- | ------------------------------- | ------------------------------- |
| Doel                 | Sophie Baggaley (Bristol City) | Sophie Baggaley (Bristol City) | Sophie Baggaley (Bristol City) | Sophie Baggaley (Bristol City)  | Sophie Baggaley (Bristol City)  | Sophie Baggaley (Bristol City)  | Sophie Baggaley (Bristol City)   | Sophie Baggaley (Bristol City)   | Sophie Baggaley (Bristol City)   | Sophie Baggaley (Bristol City)  | Sophie Baggaley (Bristol City)  | Sophie Baggaley (Bristol City)  |
| Verdediging          | Hannah Blundell (Chelsea)      | Hannah Blundell (Chelsea)      | Hannah Blundell (Chelsea)      | Aoife Mannion (Birmingham City) | Aoife Mannion (Birmingham City) | Aoife Mannion (Birmingham City) | Steph Houghton (Manchester City) | Steph Houghton (Manchester City) | Steph Houghton (Manchester City) | Demi Stokes (Manchester City)   | Demi Stokes (Manchester City)   | Demi Stokes (Manchester City)   |
| Middenveld           | Ji So-yun (Chelsea)            | Ji So-yun (Chelsea)            | Ji So-yun (Chelsea)            | Ji So-yun (Chelsea)             | Kim Little (Arsenal)            | Kim Little (Arsenal)            | Kim Little (Arsenal)             | Kim Little (Arsenal)             | Lia Wälti (Arsenal)              | Lia Wälti (Arsenal)             | Lia Wälti (Arsenal)             | Lia Wälti (Arsenal)             |
| Aanval               | Vivianne Miedema (Arsenal)     | Vivianne Miedema (Arsenal)     | Vivianne Miedema (Arsenal)     | Vivianne Miedema (Arsenal)      | Erin Cuthbert (Chelsea)         | Erin Cuthbert (Chelsea)         | Erin Cuthbert (Chelsea)          | Erin Cuthbert (Chelsea)          | Nikita Parris (Manchester City)  | Nikita Parris (Manchester City) | Nikita Parris (Manchester City) | Nikita Parris (Manchester City) |